# 西奇涅韋
47°24′49″N 30°26′38″E / 47.41361°N 30.44389°E
西奇內韋（烏克蘭語：Січневе）是位於烏克蘭西南部的村莊，由敖德萨州贝雷济夫卡区的舊馬亞基市鎮負責管轄。該村始建於1870年，面積0.89平方公里，2001年人口277，人口密度每平方公里311.24人。